# Općina Dol pri Ljubljani
Općina Dol pri Ljubljani (slo.: Občina Dol pri Ljubljani) je općina u središnjoj Sloveniji u pokrajini Gorenjskoj i statističkoj regiji Središnja Slovenija. Središte općine je naselje Dol pri Ljubljani.

## Zemljopis
Općina Dol pri Ljubljani nalazi se u središnjem dijelu države, istočno od Ljubljane. Općina obuhvaća dolinu rijeke Save nizvodno od Srednjoslovenske kotline. Na sjeveru se nalazi manja planina Murovica.
U općini vlada umjereno kontinentalna klima. Najvažniji vodotok u općini je rijeka Sava, koja čini južnu granicu općine. Ostali vodotoci su mali i pritoci su Save.

## Naselja u općini
Beričevo, Brinje, Dol pri Ljubljani, Dolsko, Kamnica, Kleče pri Dolu, Klopce, Križevska vas, Laze pri Dolskem, Osredke, Petelinje, Podgora pri Dolskem, Senožeti, Videm, Vinje, Vrh pri Dolskem, Zaboršt pri Dolu, Zagorica pri Dolskem, Zajelše

## Vanjske poveznice
- Službena stranica općine